# Antonio Argüelles
Antonio Argüelles (n. Cuernavaca, Morelos, México; 15 de abril de 1959) empresario, servidor público, escritor y nadador de aguas abiertas mexicano.

## Biografía
Fundó la Federación Mexicana de Triatlón en 1989. Ha escrito varios libros de administración pública y educación tecnológica. Coescribe con Nora Toledano el libro A cada brazada: el azul interminable, el cual se publica en 2003. Argüelles es la primera persona en obtener la doble Triple corona de natación, el primer mexicano, cuarta persona en cruzar el Canal de Catalina en invierno y el primer mexicano e hispano-parlante en concluir el reto de los Siete Mares.

## Principales nados
Los principales nados de Argüelles:
| Cruce                               | Año  | Tiempo (hrs) |
| ----------------------------------- | ---- | ------------ |
| Vuelta alrededor de Manhattan       | 1997 | 7:56:16      |
| Cruce del Canal de Catalina         | 1999 | 12:25:43     |
| Nado alrededor de Key West          | 1999 | 4:34:05      |
| Cruce del Canal de la Mancha        | 1999 | 18:19:00     |
| Cruce del Canal de Catalina         | 1999 | 13:10:25     |
| Vuelta alrededor de Manhattan       | 2009 | 8:21:11      |
| Cruce del Canal de la Mancha        | 2009 | 12:54        |
| Cruce del Canal de Catalina         | 1999 | 10:25:12     |
| Cruce del Estrecho de Gibraltar     | 2015 | 4:23         |
| Cruce del Estrecho de Tsugaru       | 2015 | 12:38        |
| Cruce del Canal de Catalina         | 2017 | 14:27        |
| Cruce del Estrecho de Cook          | 2017 | 11:22        |
| Cruce del Canal del Norte           | 2017 | 13:32        |
| Doble Cruce al Canal de Catalina    | 2019 | 24:17        |
| Cruce del Canal de la Mancha (1)    | 2021 | 12:58        |
| Doble vuelta alrededor de Manhattan | 2022 | 19:50        |

(1) Estaba planeado como un doble cruce, pero se suspendió después de 22 horas 30 minutos por las fuertes corrientes e inicios de hipotermia.

## Premios y reconocimientos deportivos
Estos son algunos premios y reconocimientos deportivos recibidos por Argüelles:
- Triple corona de natación en 1999, 2009 y 2022. Siendo la primera persona en nadarlo dos[3] y tres[12] veces.
- Premio Nacional del Deporte 2009 por el fomento, protección o el impulso de la práctica de los deportes.[13]
- Salón de la Fama Internacional de Nado de Larga Distancia (International Marathon Swimming Hall of Fame) en 2015.[14]
- La Asociación Mundial de Nado en Aguas Abiertas (WOWSA) lo nombró como el “hombre del año” 2015.[15]
- Concluye el reto de los Siete Mares en 2017.[5]
- El hombre de mayor edad en realizar el reto de los Siete mares de acuerdo a World Guinness Records.[16]
- Nominado al Premio Nacional de Deporte 2017 en la categoría por actuación y trayectoria en aguas abiertas.[17]
- Hombre del año WOWSA 2017.[18]
- Hombre del año WOWSA 2019 por el libro "Travesía Interminable" coescrito con Adam Skolnick.[19]
- La persona de mayor edad en realizar el doble cruce de la Isla Catalina.[20]